# Гертых, Войцех
Войцех Гертых (пол. Wojciech Giertych; 27 сентября 1951, Лондон, Великобритания) — польский священник и ватиканский куриальный сановник, доминиканец, богослов. Про-богослов Папского Дома c 1 декабря 2005. 

## Ранние годы
Войцех Гертых родился 27 сентября 1951 года в Лондоне, Англия, в семье писателя Енджея Гертыха и его жены Марии, был одним из девяти детей, через шесть лет после того, как его семья эмигрировала из Варшавы. Его брат — польский политик Мацей Гертых. Две его сестры приняли монашество.

## Образование, монашество и священство
Гертых начал свое обучение в иезуитском колледже Святого Игнатия в Стэмфорд-Хилл, Лондон. После окончания колледжа Святого Игнатия в 1970 году он изучал историю в Университете Адама Мицкевича в Познани, Польша. Окончив университет, в 1975 году он присоединился к доминиканскому новициату. В 1981 году в Кракове он был рукоположен в сан священника. Он является выпускником Папского университета Святого Фомы Аквинского, Ангеликум в Риме, Италия, где в 1983 году получил степень лиценциата по духовному богословию, а в 1989 году — докторскую степень, защитив диссертацию на тему «Новый закон как правило для актов». С 1994 года Гертых является профессором нравственного богословия в «Ангеликуме». С 1998 года он занимал различные должности в качестве члена Генерального совета доминиканцев.

## Богослов Папского Дома
1 декабря 2005 года Папа Бенедикт XVI назначил его богословом Папского Дома. Эту должность, которую со времен Средневековья чаще всего занимали доминиканцы, призваны консультировать Папу по теологическим вопросам, а также проверять папские тексты на предмет теологической ясности. Гертых также является членом Папского комитета по международным евхаристическим конгрессам и консультантом Дикастерии доктрины веры, Международной теологической комиссии и Дикастерии по канонизации святых.
Гертых владеет польским, английским, французским, итальянским, испанским, русским и латынью.